# MARPOL Annexe VI
L'annexe VI de la MARPOL (de MARine POLlution : pollution marine) concerne la prévention de la pollution de l'air par les navires. Adoptée en 1997, elle est entrée en application le 19 mai 2005.
On retrouve entre autres dans cette nouvelle annexe des obligations concernant les PCFCs, les HCFC, les taux d'émission de NOx, SOx et COV (en mer et/ou dans les ports), les taux de soufre dans le carburant (« diesel marin ») et des restrictions concernant l'incinération à bord des navires.

## Histoire
Le « protocole de 1997 » a été adopté par l'Organisation maritime internationale lors de la conférence diplomatique de 1997. Ce protocole inclut la nouvelle annexe VI de la MARPOL. Ce protocole a été transposé en droit français par le JORF n°36 du 12 février 2005 page 2390 "autorisant l'adhésion au Protocole de 1997 [...]".
Résolutions OMI modifiant l'annexe VI :
- MEPC.132(53) (22 juillet 2005 - pour une entrée en vigueur le 22 novembre 2006) : Amendements aux règles 2, 5, 6, 7, 8, 9 et 14. Amendements aux modèles de Certificat IAPP, de Supplément au Certificat IAPP et de Supplément au certificat EIAPP.
- MEPC.176(58) (10 octobre 2008 - pour une entrée en vigueur le 1er juillet 2007) : Amendements à l'Annexe au Protocole de 1997 modifiant la Convention internationale de 1973 pour la prévention de la pollution par les navires, telle que modifiée par le Protocole de 1978 y relatif (Annexe VI révisée de MARPOL). Certificat IAPP.
- MEPC.190(60) (26 mars 2010) : Zone de contrôle des émissions (ECA) de l'Amérique du Nord.
- MEPC.194(61) (1er octobre 2010) : Révision du supplément au certificat IAPP
- MEPC.203(62) (15 juillet 2011): un nouveau chapitre 4 sur l'efficacité énergétique (indice et plan de Management)
- MEPC.246(66) (4 avril 2014) : Vérification de la conformité de l'Annexe afin de répondre au code III

## Description
L'Annexe VI est découpée en cinq chapitres depuis 2016. En effet, l'Annexe VI de MARPOL intègre depuis 2015 (entrée en vigueur) dans son chapitre 4 des règles pour réduire les émissions de gaz à effet de serre. Le chapitre 5 de l'Annexe a été ajouté en 2016 (entrée en vigueur) afin de répondre à la mise en place du Code d'Application des Instruments de l'OMI (Code III) - Résolution de l'OMI A.1070(28) 2013. 
L'Annexe VI contient désormais 25 règles réparties en 5 chapitres.   
- Chapitre 1 - Généralités
- Chapitre 2 - Évaluation, certification et moyens de contrôle
- Chapitre 3 - Exigences relatives au contrôle des émissions des navires
- Chapitre 4 - Réglementation sur l'efficacité énergétique des navires
- Chapitre 5 - Vérification de la Conformité avec l'Annexe
- Appendices à l'Annexe VI